# Peggy Lipton
Margaret Ann (Peggy) Lipton (New York, 30 augustus 1946 – Los Angeles, 11 mei 2019) was een Amerikaans actrice. Ze is vooral bekend door de rol van Julie Barnes in de serie The Mod Squad en Norma Jennings in Twin Peaks. Ze was getrouwd met producent Quincy Jones en moeder van actrice Rashida Jones.

## Biografie
Peggy Lipton groeide op in gegoede familie van joodse afkomst in Long Island. Op 15-jarige leeftijd startte ze een carrière als model. In 1964 verhuisde de familie Lipton naar Los Angeles, waar oudere broer Robert aan een carrière als acteur werkte. Peggy maakte al snel haar debuut als actrice en was vanaf 1965 te zien in de serie The John Forsythe Show. Nadat de serie een jaar later, in 1966, van de buis verdween, bleef ze een veelgevraagd actrice.
In 1968 beleefde Lipton haar doorbraak als actrice, nadat ze een hoofdrol als undercoveragente kreeg in de nieuwe televisieserie The Mod Squad. De serie was vijf seizoenen te zien op de Amerikaanse televisie en bezorgde haar in 1971 een Golden Globe voor beste actrice in een televisiedrama. Lipton was populair en had in deze periode kortstondige relaties met onder meer Paul McCartney, Keith Moon, Sammy Davis jr. en Elvis Presley. Ook timmerde ze aan de weg als zangeres. Kort nadat The Mod Squad eindigde, trouwde ze met muziekproducent Quincy Jones. Het koppel had op dat moment al een dochter en Lipton trok zich daarom tijdelijk terug uit de filmindustrie om zich te kunnen richten op haar gezin. Ze werd uiteindelijk moeder van twee dochters: de latere actrices Kidada (geboren in 1974) en Rashida Jones (geboren in 1976).
Pas in 1988, kort voordat haar huwelijk met Jones beëindigd werd, was Lipton weer te zien als actrice. Ze had enkele bijrollen totdat ze in 1989 gecast werd door regisseur David Lynch voor de serie Twin Peaks, waarin ze de rol van serveerster Norma Jennings kreeg. Door het succes van Twin Peaks was Lipton hierna geregeld te zien in films en series. Ze had onder meer een terugkerende gastrol in de series Popular en Alias en was te zien in de Twin Peaks-prequel Twin Peaks: Fire Walk with Me.
In 2002 werd Lipton door het Amerikaanse tijdschrift TV Guide uitgeroepen tot de vijfde meest sexy ster aller tijden. In 2004 werd er bij haar darmkanker geconstateerd. In 2005 publiceerde ze een autobiografie, getiteld Breathing Out. In 2017 was ze opnieuw te zien als Norma Jennings in het derde seizoen van Twin Peaks. Ze overleed in 2019 op 72-jarige leeftijd.